# Lamelligomphus hanzhongensis
Lamelligomphus hanzhongensis är en trollsländeart som beskrevs av Yang och Zhu 2001. Lamelligomphus hanzhongensis ingår i släktet Lamelligomphus och familjen flodtrollsländor. Inga underarter finns listade i Catalogue of Life.